# 中村是好
中村 是好（なかむら ぜこう、1900年12月6日 - 1989年12月6日）は、日本の俳優・盆栽家。本名は中村愚堂。愛称はゼコやん。
榎本健一のカジノ・フォーリーの旗揚げに参加し、エノケン一座の中堅として活躍。エノケン主演の映画でも三枚目を演じ、戦後は庶民的な演技で多くの作品に出演した。晩年は盆栽家として知られ、日本小品盆栽協会会長を務めた。

## 来歴・人物
1900年（明治33年）12月6日、佐賀県杵島郡朝日村大字に生まれる。11歳の時に嬉野市の瑞光寺で得度して、名を禅徳、号を愚堂と改め、のち愚堂を本名とする。1919年（大正8年）に京都市の大徳寺の般若林に入学する。
1921年（大正10年）、新派新声劇の伊東好郎の門下となり、以後、道頓堀の山長一座や神田劇場の中村歌扇一座、根岸大歌劇団、曾我廼家十吾一座、曾我廼家五九郎劇などで活動する。1929年（昭和4年）7月10日、友人の榎本健一（エノケン）が石田守衛に誘われて浅草に創立した軽演劇団・カジノ・フォーリーの第1次旗揚げに参加する。その後、同年10月の第2次カジノ・フォーリー、1930年（昭和5年）8月の新カジノ・フォーリー、同年11月1日のプペ・ダンサント、1931年（昭和6年）12月16日のピエル・ブリヤントと、榎本とつねに行動をともにした。
1934年（昭和9年）から榎本がP.C.L.映画製作所（のちの東宝）と提携して映画出演を開始してからは、その第1作『エノケンの青春酔虎伝』を始め、『エノケンの近藤勇』『エノケンのちゃっきり金太』などに次々と出演し、榎本の器用さとは対照的で、とぼけた役柄でコメディリリーフを演じる。
戦後の1947年（昭和22年）、黒澤明監督の『素晴らしき日曜日』に饅頭屋役で出演したのを最後にフリーとなると、シリアスな作品でも軽妙な演技を見せ、成瀬巳喜男監督の『おかあさん』、五所平之助監督の『煙突の見える場所』などに出演する。1972年（昭和47年）、『地球攻撃命令 ゴジラ対ガイガン』に出演したのを最後に映画から離れる。
盆栽家としては、1962年（昭和37年）に小品盆栽についての初めての著書『豆盆栽愛好』を徳間書店から上梓する。1963年（昭和38年）9月に東京アマチュア小品盆栽愛好会（後に日本小品盆栽会に改称）の発会に参加して副会長に就任、1969年（昭和44年）1月には会長に就任して、死去まで約21年同職を務める。
1989年（平成元年）12月6日、老衰のため東京女子医大附属第二病院で死去。89歳没。没後、春の叙勲で大杯一組台付を賜る。

## 出演作品

### 映画
- エノケンの青春酔虎伝（1934年、P.C.L.） - 老事務員
- エノケンの近藤勇（1935年、P.C.L.） - X27番
- エノケンの江戸っ子三太（1936年、P.C.L.） - 松井軍兵衛
- エノケンのちゃっきり金太（1936年、P.C.L.） - 岡っ引の倉吉
- エノケンの法界坊（1938年、東宝映画） - 源右衛門
- エノケンのワンワン大将（1940年、東宝映画） - 老俳優
- エノケンの孫悟空（1940年、東宝映画） - 金角大王
- 旅役者（1940年、東宝映画） - 床甚
- 人生とんぼ返り（1946年、東宝） - 源兵衛
- 聟入り豪華船（1947年、東宝） - 和尚
- 素晴らしき日曜日（1947年、東宝） - 饅頭屋
- 石中先生行状記（1950年、新東宝） - 木原亀吉
- 右門捕物帖シリーズ
  - 右門捕物帖 伊豆の旅日記（1950年、新東宝） - 松
  - 右門捕物帖 片眼狼（1951年、綜芸プロ） - 板場親爺安
  - 右門捕物帖 帯どけ仏法（1951年、綜芸プロ） - 松公
  - 右門捕物帖　緋鹿の子異変（1952年、新東宝） - ちょんぎれ松
- エノケン十八番 らくだの馬さん（1950年、松竹・エノケンプロ） - らくだの馬さん
- 暁の追跡（1950年、田中プロ・新東宝） - 舟木家の家主
- 女の四季（1950年、東宝）
- エノケンの八百八狸大暴れ（1950年、エノケンプロ） - 猪股武太夫
- エノケンの天一坊（1950年、エノケンプロ） - 妙楽和尚
- お馴染み判官 あばれ神輿（1951年、エノケンプロ） -  人形師宝山
- 戦後派お化け大会（1951年、新東宝） - 渋川天海
- エノケンの石川五右衛門（1952年、新東宝） - 海老三
- わかれ雲（1951年、スタジオ8プロ） - 山田屋の主人
- おかあさん（1952年、新東宝） - 平井信造
- 鞍馬天狗シリーズ - 黒姫の吉兵衛
  - 鞍馬天狗 一騎討ち（1952年、東映）
  - 鞍馬天狗と勝海舟（1953年、新東宝）
  - 鞍馬天狗 斬り込む（1953年、宝塚映画）
- 春の囁き（1952年、東京映画） - 松岡支配人
- 夫婦（1953年、東宝） - 菊子の伯父
- 煙突の見える場所（1953年、新東宝） - 勇
- 坊っちゃん（1953年、東宝） - いか銀
- サラリーマンの歌（1953年、東宝） - 職安にいる男
- 忍術罷り通る（1953年、東京映画） - 拳闘選手
- 落語シリーズ（東宝）
  - 第一話 落語長屋は花ざかり（1954年） - 親方
  - 第二話 夏祭り落語長屋（1954年） - 赤西屋久兵衛
  - 第三話 落語長屋お化け騒動（1954年） - ラクダの馬さん
- 沓掛時次郎（1954年、日活） - 浪人
- 愛と死の谷間（1954年、日活） - 中窪直次
- 大阪の宿（1954年、新東宝） - 蛸政の主人
- 初笑い底抜け旅日記（1955年、東宝） - ハンニャの牛松
- お笑い捕物帖 八ッあん初手柄（1955年、東宝） - 彌兵衛
- ここに泉あり（1955年、中央映画） - 中村
- おえんさん（1955年、東宝） - 田辺
- 渡り鳥いつ帰る（1955年、東京映画） - 客の男
- 由起子（1955年、東映） - 楽屋番
- たけくらべ（1955年、新芸術プロ） - 美登利の父伍助
- 青い果実（1955年、東宝） - 泉屋
- 漫才提灯（1956年、大映） - 山路屋幸兵衛
- へそくり社員とワンマン社長 へそくり社員敢闘す（1956年、東宝） - 飲屋のおやじ
- こぶしの花の咲くころ（1956年、東映） - マスター
- 台風騒動記（1956年、山本プロ） - 岩本貫一
- らくだの馬さん（1957年、東映） - らくだの馬
- 黄色いからす（1957年、歌舞伎座） - 岡本
- 大番（1957年、東宝） - 又さん
- 大学の石松 女群突破（1957年、東映） - 鬼山吉六
- 山鳩（1957年、東宝） - 薬売りの森山
- 伴淳・森繁の糞尿譚（1957年、松竹） - 老神主
- あらくれ（1957年、東宝） - 温泉宿の主人
- 土砂降り（1957年、松竹） - 町工場の老人
- 挽歌（1957年、歌舞伎座） - ダフネのおやじ
- 純愛物語（1957年、東映） - カラフト食堂の主
- 黒い河（1957年、松竹） - 肥料汲取りの老爺
- 青い山脈 新子の巻・雪子の巻（1957年、東宝） - 金谷弥吉
- 集金旅行（1957年、松竹） - 山本仙造
- 気違い部落（1957年、松竹） - 土屋儀太郎
- 花くれないに（1957年、松竹） - 押川教頭
- 警視庁物語（東映）
  - 警視庁物語 夜の野獣（1957年） - 横田小吉
  - 警視庁物語 不在証明（1961年） - 父・浩平
  - 警視庁物語 12人の刑事（1961年）
  - 警視庁物語 十九号埋立地（1962年） - 仏具店主
- 負ケラレマセン勝ツマデハ（1958年、東宝） - 受付の老人
- ボロ家の春秋（1958年、松竹） - 税務官吏
- 花嫁三重奏（1958年、東宝） - 大沢
- 螢火（1958年、松竹） - 門付の老爺
- 裸の大将（1958年、東宝） - 飯屋の主人
- 二等兵物語 あゝ戦友の巻（1958年、松竹） - 山野森男
- 第五福竜丸（1959年、近代映画協会） - 写真屋のおっさん
- キクとイサム（1959年、大東映画） - 兎吉さん
- 孫悟空（1959年、東宝） - 沙悟浄
- 狐と狸（1959年、東宝） - 米田権之助
- 危険旅行（1959年、松竹） - 寺の住職
- からたち日記（1959年、松竹）
- 花嫁さんは世界一（1959年、東京映画） - 運転手
- サラリーマン御意見帖 男の一大事（1960年、東宝） - 喜内笹夫
- 右門捕物帖 地獄の風車（1960年、東映） - ちょん切れ松
- 白い崖（1960年、東映） - 煙草屋の親父
- 伊豆の踊子（1960年、松竹） - 小間物屋
- いろはにほへと（1960年、松竹） - 商人A
- がめつい奴（1960年、東宝） - 野羽玉
- 名もなく貧しく美しく（1961年、東宝） - 八百政の主人
- 河内風土記 おいろけ説法（1961年、宝塚映画） - 松つぁん
- 漫画横丁 アトミックのおぼん スリますわヨの巻（1961年、東京映画） - 鬼ケ島親分
- 図々しい奴（1961年、松竹） - 姫路警察署長
- 台風息子 冒険旅行（1961年、東映） - 校長
- 堂堂たる人生（1961年、日活） - 堅田倉蔵
- 悪魔の手毬唄（1961年、東映） - 辰蔵
- 乾杯!ごきげん野郎（1961年、東映） - 三輪養鶏場長
- 喜劇 にっぽんのお婆あちゃん（1962年、M.I.I.プロ） - 乞食じいさん三谷
- 暴れん坊シリーズ（日活）
  - 夢がいっぱい暴れん坊（1962年） - 長五郎
  - 銀座の次郎長（1963年） - 清水長五郎
  - 銀座の次郎長 天下の一大事（1963年） - 清水長五郎
- 青べか物語（1962年、東京映画） - 浦粕軒
- ぶらりぶらぶら物語（1962年、東京映画） - 巡査
- いつでも夢を（1963年、日活） - 玄海
- 無法松の一生（1963年、東映） - 駱駝の馬
- 残菊物語（1963年、松竹） - 旅廻りの役者
- ばりかん親分（1963年、松竹） - トン平
- 女の歴史（1963年、東宝） - 防空班長
- 青い山脈（1963年、日活） - 柳家の主人
- 図々しい奴（1964年、東映） - 長六
- 拝啓総理大臣様（1964年、松竹） - 中央芸能社長
- 風と樹と空と（1964年、日活） - 沢田敬一
- 越後つついし親不知（1964年、東映） - 飯屋のおやじ
- 河内ぞろ 喧嘩軍鶏 (1964年、日活)
- アンコ椿は恋の花（1965年、松竹） - 土屋吾一
- ぜったい多数（1965年、松竹）
- 日本一のゴマすり男（1965年、東宝） - 中等一郎
- 宮本武蔵 巌流島の決斗（1965年、東映） - 厨子野耕介
- 恐山の女（1965年、フレンドプロ） - 「七福」の主人小助
- 太陽に突っ走れ（1966年、東映） - 源さん
- 怒涛一万浬（1966年、東宝） - 堀
- 続 浪曲子守唄（1967年、東映） - 源さん
- 拳銃は俺のパスポート（1967年、日活） - マンションの受付のおやじ
- 落語野郎シリーズ（東宝）
  - 落語野郎 大爆笑（1967年） - 越後屋幸兵衛
  - 爆笑野郎 大事件（1967年） - 三吉
- 喜劇団体列車（1967年、松竹） - 試験官
- 女と味噌汁（1968年、東京映画） - 老先生
- 喜劇 駅前開運（1968年、東宝） - 草加せんべいの親爺
- 超高層のあけぼの（1969年、日本技術映画社） - 道子の父
- いい湯だな 全員集合!!（1969年、松竹） - 校長
- トラ・トラ・トラ!（1970年、20世紀フォックス）- 軍人髯の老人
- 新網走番外地シリーズ（東映）
  - 新網走番外地 吹雪のはぐれ娘（1970年） - 九右衛門
  - 新網走番外地 嵐呼ぶ知床岬（1971年） - 山本竹五郎
  - 新網走番外地 吹雪の大脱走（1971年） - 安田
- 不良番長シリーズ（東映）
  - 不良番長 やらずぶったくり（1971年） - 浜田徳兵衛
  - 不良番長 手八丁口八丁（1971年） - 森田
- 初めての旅（1971年、東京映画） - 会計係
- 未亡人ごろしの帝王（1971年、東映） - 横田源助
- 生まれかわった為五郎（1972年、松竹） - 源太郎
- 地球攻撃命令 ゴジラ対ガイガン（1972年、東宝）- 和尚さん[8][1]

### テレビドラマ
- ここに人あり（NHK）
  - 第75回「みんな幸せに」（1959年）
  - 第97回「地下足袋おやじ」（1959年）
- 雑草の歌 第45回「この命」（1959年、NTV）
- サンヨーテレビ劇場 / もなかの皮（1960年、KR）
- 坊っちゃん（1960年、NET） - 狸
- 夫婦百景（NTV）
  - 第124回「夫婦絶景」（1960年）
  - 第178回「偽装夫婦」（1961年）
  - 第199回「発明狂亭主」（1962年）
  - 第369回「天使女房」（1966年）
  - 第397回「続 豚と真珠と夫婦」（1967年）
- 侍（CX）
  - 第2回「命を売る武士」（1960年）
  - 第13回「大将首」（1961年）
- テレビ指定席 / 国士無双（1961年、NHK）
- シャープ火曜劇場 第25回「うちのかあさん」（1962年、CX） - 平太郎
- 東芝土曜劇場 第158回「葬うには死体がいる」（1962年、CX）
- 講談ドラマ / 牡丹燈籠（1962年、NHK）
- ミステリーベスト21 / 現行犯（1962年、NET）
- お気に召すまま 第14話「催眠術の秘密」（1962年、NET）
- 七人の刑事 第68話「アパート白百合荘殺人事件」（1963年、TBS）
- 浪曲ドラマ / 盤嶽の一生（1963年、NHK）
- ポーラ名作劇場（NET）
  - 第24回「幻のタンゴ」（1963年）
  - 第33回「閣下」（1963年） - 軍太夫
- 東芝日曜劇場（TBS）
  - 第364回「カルテロ・カルロス日本へ飛ぶ」（1963年）
  - 第596回「24才シリーズ その3」（1968年）
- 嫁ぐ日まで 第44回「はじめてのワルツ」（1963年、CX）
- コメディフランキーズ 第25回「悲恋 坂崎出羽守」（1963年、TBS）
- シオノギテレビ劇場 / 山本富士子アワー・芳兵衛物語（1964年、CX）
- 三匹の侍（CX）
  - 第2シリーズ 第11話「濁流青雲」（1964年）
  - 第3シリーズ 第12話「武士は喰わねど」（1965年）
  - 第4シリーズ 第11話「小仏峠まかり通る」（1966年）
  - 第5シリーズ 第5話「獣」（1967年） - 多十
  - 第6シリーズ 第19話「女が待っている」（1969年） - 居酒屋の親爺
- 日産スター劇場（NTV）
  - ひやみず大作戦（1965年）
  - 長屋の姫君（1967年）
  - 嫁に縁談（1968年）
- 新選組血風録 第24回「風去りぬ」（1965年、NET） - 植木屋平五郎
- 東京警備指令 ザ・ガードマン（TBS / 大映テレビ）
  - 第22話「地上21階の襲撃」（1965年）
  - 第50話「逃亡と裏切り」（1966年）
  - 第89話「死神の館」（1966年）
- 素浪人 月影兵庫（NET）
  - 第1シリーズ 第13話「女は聞いていた」（1966年） - 刈屋弥平太
  - 第2シリーズ 第29話「つけ馬の腰が抜けていた」（1967年） - 居酒屋のオヤジ
  - 第2シリーズ 第40話「おヘソが苦労の種だった」（1967年） - 榊原順庵
- 木下恵介アワー / 記念樹（1966年、TBS） - 植繁
- 青春とはなんだ 第13話「危険な年輪」（1966年、NTV） - 初子の義父
- 山のかなたに（1966年、NTV）
- 嵐のなかでさよなら（1966年、NET）
- 泣いてたまるか（TBS）
  - 第2話「やじろべえ夫婦」（1966年）
  - 第16話「かわいい怪獣ナキラ」（1966年）
  - 第36話「まんが人生」（1967年）
  - 第47話「先生故郷へかえる」（1967年）
  - 第53話「先生追い出される」（1967年）
- 銭形平次（CX）
  - 第35話「大晦日に帰った男」（1966年） - 庄兵ヱ
  - 第130話「潮風の歌」（1968年） - 長兵衛
  - 第205話「捕物供養」（1970年） - 甚助
- あゝ同期の桜 第1回「離別」（1967年、MBS）
- 意地悪ばあさん 第6話「いじわる交通戦争の巻」（1967年、YTV / C.A.L）
- 特別機動捜査隊 第368話「武蔵野心中」（1968年、NET）
- 素浪人 花山大吉 第2話「やっぱりふざけた仲だった」（1969年、NET）
- 無用ノ介 第1話「虎穴にはいった無用ノ介」（1969年、NTV / 国際放映） - 居酒屋の亭主
- ポーラテレビ小説 / パンとあこがれ（1969年、TBS） - 三右衛門
- 日本任侠伝 第3話「会津小鉄」（1969年、NET）
- あゝ忠臣蔵（1969年、KTV） - 正作
- 売らいでか!（1969年、YTV） - 南出
- プレイガール（12CH）
  - 第71話「怪談 怨霊館の妖女」（1970年）
  - 第113話「大菩薩峠の決闘」（1971年）
  - 第114話「怪談 鬼千匹」（1971年）
- あの娘がいいな（1970年、12CH） - 久保彦三
- 火曜日の女シリーズ「人喰い」（1970年、NTV）
- 大忠臣蔵（1971年、NET） - 源太
- 鬼平犯科帳 第2シリーズ 第13話「雨乞い庄右衛門」(1971年、NET / 東宝) - 板場の甚造
- 人形佐七捕物帳 第12話「鶴の千番」（1971年、NET / 東宝) - 春麿
- 一心太助 第21話「東海道だよ四人旅」（1972年、CX / 国際放映） - 利衛門
- 荒野の用心棒 第8話「銀山地獄に悪の華が散って…」（1973年、NET / 三船プロ）
- どっこい大作 第30話「男一匹こなごなだ!!」（1973年、NET） - 易者
- 雑居時代 第3話「生けにえの引越し」（1973年、NTV / ユニオン映画） - 古道具屋の主人
- さよなら・今日は（1973年 - 1974年、NTV） - まゆみの祖父
- 座頭市物語 第2話「子守唄に咲いた女郎花」（1974年、CX / 勝プロ） - 農家の主人
- ナショナル劇場（TBS / C.A.L）
  - 水戸黄門
    - 第1部（1969年 - 1970年）
      - 第3話「小田原喧嘩駕籠 -小田原-」（1969年） - 甚兵衛
      - 第29話「ならず者 -桐生-」（1970年2月16日） - 久作

    - 第6部 第26話「暴れん坊の恋 -甲府-」（1975年9月22日） - ほていやの亭主
    - 第8部 第25話「初春博多囃子 -博多-」 （1978年1月2日） - 筑築屋の亭主

  - 大岡越前第4部 第1話「大岡越前」（1974年10月7日） - 江戸屋甚助
  - 江戸を斬るIII 第12話「殴られた水戸烈公」（1977年4月4日） - 鰻屋の亭主

## ビブリオグラフィ
- 『豆盆栽愛好』、徳間書店、1962年
- 『小品盆栽』、鶴書房、1968年
- 『小もの盆栽』生活をたのしむ本、主婦の友社、1969年
- 『小物盆栽』園芸入門、主婦の友社、1973年
新版 『小物盆栽 - 特徴を生かす木作り』カラー園芸入門、主婦の友社、1980年2月

## 関連事項
- ピエル・ブリヤント
- カジノ・フォーリー
- プペ・ダンサント
- 生没同日